# Gens Articuleia
La gens  era una gens plebea romana presente durante l'epoca imperiale.

## Itria nominausati dalla gens
Il solo praenomen utilizzato dalla gens fu Quintus,  mentre per quanto riguarda i cognomen furono usati Paetus e Paetinus, probabilmente una variante del primo.

## Membri illustri della gens
- Quinto Articuleio Peto (Quintus Articuleius Paetus): vissuto nel II secolo d.C., fu console nel 101 sotto il regno di Traiano;
- Quinto Articuleio Petino (Quintus Articuleius Paetinus): console nel 123 sotto Adriano.